# Mukinayi Tshani
Mukinayi Tshani (Tshikapa, 4 settembre 1983) è un ex calciatore della Repubblica Democratica del Congo, di ruolo difensore.

## Carriera

### Club
Dal 2009 gioca nel Mazembe, squadra del suo paese, con cui ha disputato 7 partite di CAF Champions League ed 1 partita nel Mondiale per Club del 2010.

### Nazionale
Conta una presenza con la Nazionale della Repubblica Democratica del Congo.